# NGC 7346
NGC 7346 (другие обозначения — PGC 69430, ZWG 429.17, NPM1G +10.0556) — эллиптическая галактика (E) в созвездии Пегас.
Этот объект входит в число перечисленных в оригинальной редакции «Нового общего каталога».